# روترسدورف-لوتشن
روترسدورف-لوتشن (به آلمانی: Ruttersdorf-Lotschen) یک شهر در آلمان است که در تورینگن واقع شده‌است. روترسدورف-لوتشن ۳۲۳ نفر جمعیت دارد.